# Министерство горнодобывающей промышленности Чили
Министерство горнодобывающей промышленности Чили отвечает за вопросы, связанные с добычей полезных ископаемых в Чили.
Горнодобывающий сектор принес 16,4% от валового внутреннего продукта в Чили в 2009 году (14 157 млрд. песо), в основном от добычи меди.
Нынешним министром горнодобывающей промышленности является Лоуренс Голборн (с 2010 года).

## История
- Министерство горнорудной промышленности (1953)
- Министерство горнодобывающей промышленности (1953-настоящее время)